# Knut Pehrsson
Knut Pehrsson (i Hörby), född 17 augusti 1748 i Mjällby socken, död 20 maj 1831 i Helsingborgs landsförsamling, var en svensk bonde och riksdagsman.
Knut Pehrsson var son till bonden och riksdagsmannen Per Persson och övertog i samband med sitt giftermål 1774 familjens jordbruk i byn Hörby. 1783 blev han nämndeman i Listers häradsrätt och var 1789-1792 häradets riksdagsledamot vid riksdagarna 1789-1792. Han var som sådan ledamot av hemliga utskottet och fullmäktig i Riksgäldskontoret 1792-1800. Han var ledamot av kommittén angående lanthushållning 1793-1794 och tilldelades en kunglig medalj i silver för sina insatser där.  Det förslag till "åkerbrukets upphjälpande" som han sammanställde där låg till grund för den Åkerbrukscateches eller Hjelpreda för landtmän som Knut Pehrsson gav ut år 1800. 1793 blev Knut Pehrsson ledamot av Kungliga Patriotiska Sällskapet. Knut Pehrsson kom att bli mycket inflytelserik, men skaffade sig samtidigt många mäktiga fiender, bland annat Carl Axel Wachtmeister, liksom med flera präster. Han kom att sannolikt oskyldig att anklagas för ha varit inblandad Tavelinska balansmålet, och anklagades även för att ha förfalskat handlingar och begått andra brott i samband med lantmäteriförrättningar. Han kom även att anklagas för sabbatsbrott, och trots att han valts till riksdagsman vid riksdagarna 1800 och 1809-1810 kom han att förvägras att delta i ständermötena och kom senare att uteslutas ur bondeståndet. 1809 valde han att lämna Mjällby socken och köpte i stället en gård i Ramlösa. Han valdes 1812 till riksdagsman för Luggude härad, men uteslöts vid riksdagen från bondeståndet efter omröstning.